# Valerian Gillar
Valerian Gillar (* 28. April 1839 in Freiberg in Mähren (Příbor); † 23. Januar 1927 in Wien) war ein österreichischer Inhaber einer gleichnamigen Wiener Bau- und Kunstschlossererei und als solcher K.u.k. Hoflieferant. Die Werkstatt der Firma befand sich in der Siebenbrunnengasse 9, gelegen im 5. Wiener Bezirk. 

## Geschichte und Werk
1880 stellte Gillar „einen Luster, eine Console sammt Lampe, Thür- und Fensterbeschläge, eine Laterne, zwei Vorhanghälter und einige Leuchter aus getriebenem Schmiede-Eisen im Renaissancestyle“ auf der Niederösterreichischen Gewerbeausstellung aus. Diese Teilnahme war von Erfolg gekrönt, Gillar erhielt die „Medaille erster Classe“. 1881 verlieh Kaiser Franz Joseph I. dem Hof-Kunstschlosser Gillar das goldene Verdienstkreuz. 1894 nahm Gillar an der Antwerpener Weltausstellung teil, wo er „eine Uhr aus Schmiedeeisen aus freier Hand gearbeitet und zwei Girandolen in gleicher Ausführung wie die Uhr“ präsentierte. Auch an der Weltausstellung 1900 in Paris beteiligte sich Gillar – in diesem Fall mit „äußerst schmalen Säulen“ von Ausstellungskästen, in denen „die ausgestellten Waaren zu vollster Geltung kommen können“.

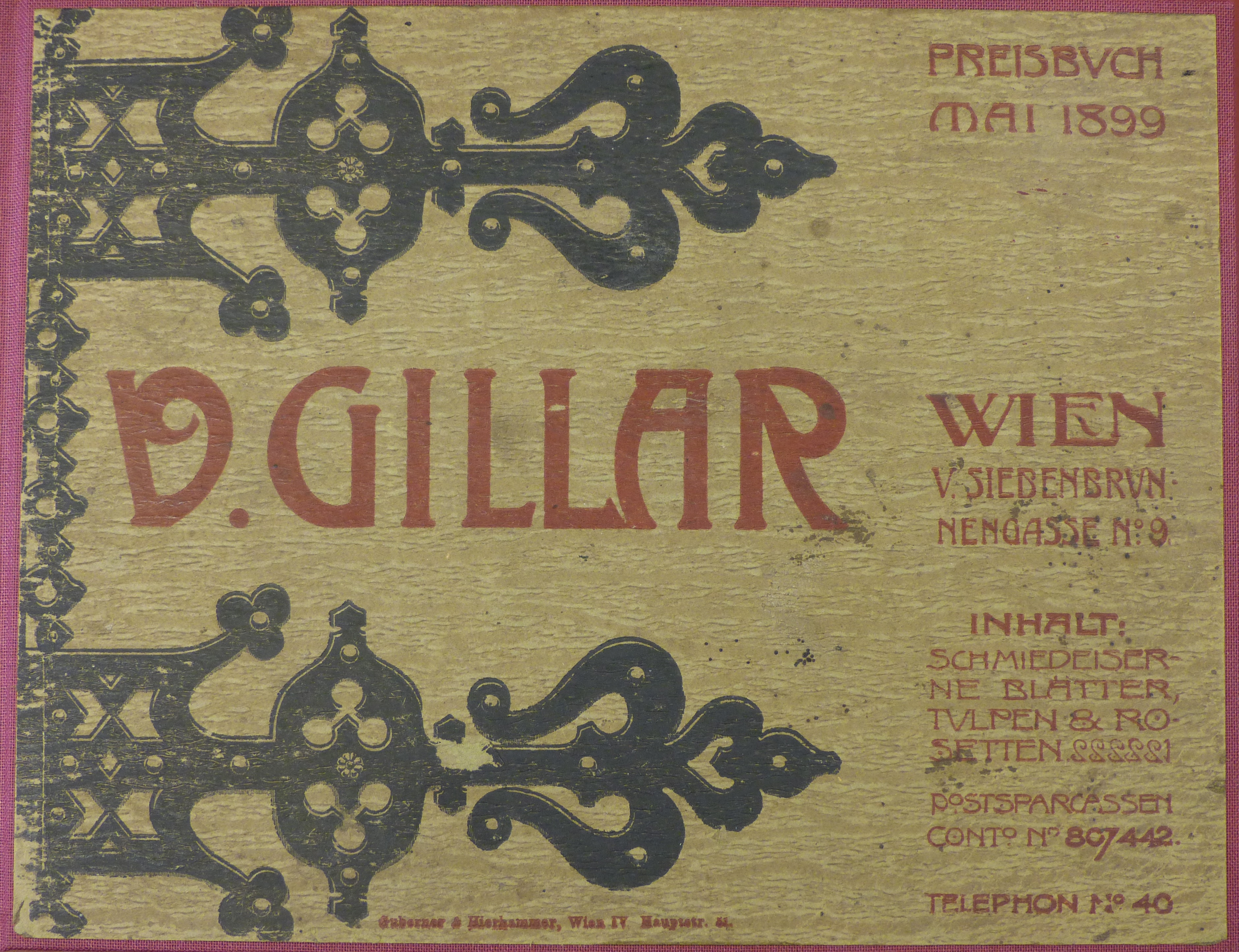
Valerian Gillar: Preisbuch, Mai 1899, vorderer Buchdeckel mit Titel

Ein prominentes Bauwerk, an dem sich die Qualität der Werke aus Gillars Werkstatt auch heute noch im öffentlichen Raum erkennen lässt, ist die Herz-Jesu-Kirche in Wien. Für diese hatte Gillar die Beschläge auf den Eingangstüren „derb romanisch, stilvollst und kräftig wirkend“ angefertigt.
Zum Jahresende 1906 eröffnete Gillar eine Filiale im Palais Brassican-Wilczek (Herrengasse 5), in der „auch Muster von Beleuchtungskörpern für Gas- und elektrisches Licht in Messing und Kupfer ausgestellt“ waren.

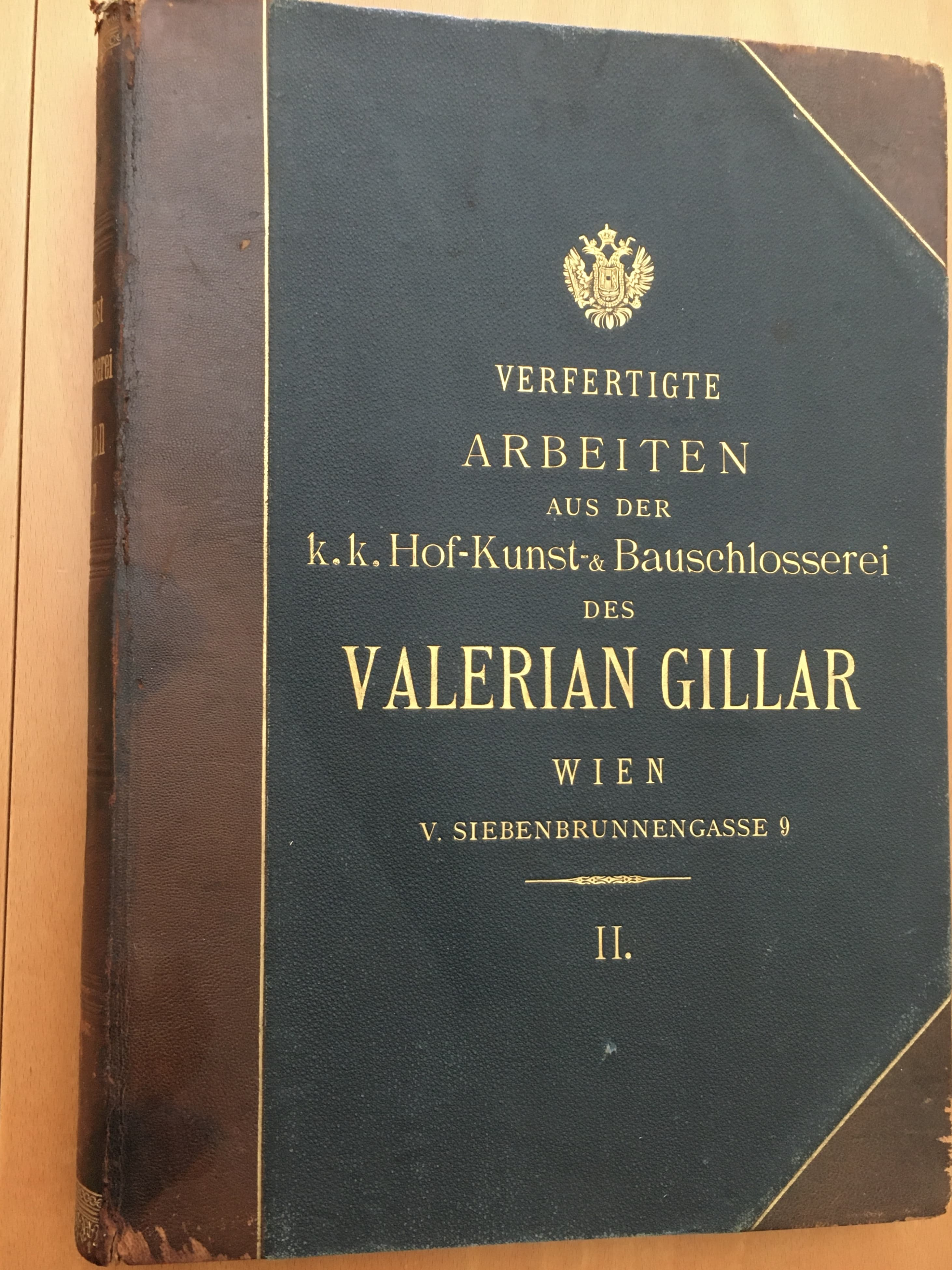
Verfertigte Arbeiten Bd. II ca. 1880

Einen Einblick in die Palette der Produkte aus Gillars Werkstatt an der Wende vom 19. zum 20. Jahrhundert vermittelt sein Preisbuch Mai 1899, von dem Exemplare in der Eisenbibliothek und in der Staatsbibliothek zu Berlin erhalten sind. Der Titel kündigt als Inhalt „Schmiedeeiserne Blätter, Tulpen & Rosetten“ an. Im Buch sind 39 Tafeln mit Modellen von „geprägten und weichgehämmerten schmiedeisernen Ornamenten“ enthalten, für die im Anschluss die Preise in österreichischen Gulden genannt werden. Dass Valerian Gillar nicht nur Wiener Kunden, sondern einen internationalen Absatzmarkt im Sinn hatte, deutet das Preisbuch Mai 1899 dadurch an, dass den Kunden angeboten wird, auf Französisch, Englisch und Tschechisch zu kommunizieren.